# Guillermo de Montaigu
Guillermo de Montaigu (en inglés William Montagu, o de Montacute, I conde de Salisbury, III barón Montagu, rey de Mann;1301 – 30 de enero de 1344) fue un noble inglés, servidor leal del rey Eduardo III de Inglaterra.
Hijo mayor de Guillermo, segundo barón de Montaigu, al que sucedió en 1319, siendo aún menor de edad, y entró en la casa real a una edad temprana como pupilo del rey en 1320. Se convirtió en compañero del joven príncipe Eduardo. Fue armado caballero en 1325. La relación siguió después de que Eduardo fuera coronado rey después de la deposición de Eduardo II en 1327. En 1330, Montagiu fue uno de los principales cómplices de Eduardo en el golpe contra Roger Mortimer, quien hasta entonces había actuado como protector del rey.
En los años siguientes Montaigu sirvió al rey de diversos modos, principalmente en las guerras escocesas. Fue ricamente recompensado, y entre otras cosas recibió el señorío de la Isla de Man. 
Fue gobernador de las Islas del Canal y condestable de la Torre (1333).
En 1337, fue nombrado conde de Salisbury, y se le dio un ingreso anual de 1000 marcos que iban con el título. Fue mariscal de Inglaterra en 1338. Sirvió en el continente en los primeros años de la Guerra de los Cien Años, pero en 1340 fue capturado por los franceses, y a cambio de su libertad tuvo que prometer no volver a luchar contra Francia de nuevo. Salisbury murió por heridas sufridas en un torneo celebrado en Windsor, a principios del año 1344.
Existe una leyenda de que la esposa de Montaigu, Catalina fue violada por Eduardo III, pero esta historia es casi con seguridad mera propaganda francesa. Guillermo y Catalina tuvieron seis hijos, la mayor parte de los cuales se casaron con nobles. Los modernos historiadores han llamado a Guillermo de Montaigu, el "más íntimo de los amigos personales de Eduardo" y "la principal influencia tras el trono desde la caída de Mortimer en 1330 hasta su propia muerte en 1344."